# Symbister

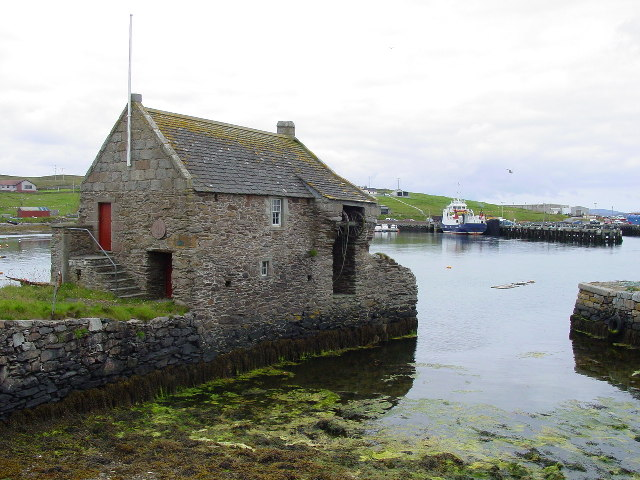
Symbister: il böd anseatico

Symbister è il centro principale dell'isola scozzese di Whalsay, nell'arcipelago delle Shetland. Località portuale, conta una popolazione di circa 600 abitanti.

## Geografia fisica
Symbister si trova lungo la costa sud-occidentale dell'isola di Whalsay.

## Origini del nome
Il toponimo Symbister è composto dal termine antico nordico bólstaðr, che significa "fattoria" o "insediamento" e dal termine sunn, che significa "sud", "meridionale".

## Storia
Nel corso del XVI secolo, arrivò a Symbister la famiglia Bruce, originaria del Fifeshire, che si estinse negli anni quaranta del XX secolo.

## Monumenti e luoghi d'interesse

### Symbister House
Tra i principali edifici di Symbister, figura la Symbister House, costruita nel 1823 per volere di Robert Bruce VI di Symbister.

### Böd anseatico
Altro edificio d'interesse è il böd anseatico: realizzato in pietra locale nel XV secolo, è ora adibito a museo dedicato ai commerci tra le isole Shetland e la Lega Anseatica.

### Altri edifici d'interesse
Altro edificio d'interesse è il Symbister Ness Lighthouse.

## Società

### Evoluzione demografica
Al censimento del 2005, Symbister contava una popolazione pari a 597 abitanti.
La popolazione conobbe un incremento demografico a partire dal 2003, quando contava 586 abitanti. Il dato è però in calo rispetto al 2002, quando Symbister contava 601 abitanti.

## Infrastrutture e trasporti
Il porto di Symbister garantisce collegamenti via traghetto con l'isola di Mainland.